# Vyškovec
Vyškovec je obec v okrese Uherské Hradiště ve Zlínském kraji. Žije zde 193 obyvatel. Patří do mikroregionu Moravské kopanice.

## Historie
První písemná zmínka o obci pochází z roku 1830.
Obec vznikla na dávné stezce do Uher jako kopaničářská osada. Pravděpodobně vznikla kolem roku 1730. Domy a chalupy jsou zde velmi roztroušené, kvůli tomu že byly vystavěny v nejvýhodnější poloze vůči přístupnosti k vodě. Do roku 1869 měla 87 dřevěných roubených domů pokrytých slaměnými došky. Mnohé staré stavby se dochovaly dodnes a ukazují lidové stavitelství Kopanic, jde např. o domy č.p. 12, 40 a 63. 
Obec dostala své jméno podle kopce "Vyškovec", později přejmenovaného na "Kykula".
První silnice do obce byla vybudována v letech 1936 až 1938 při výstavbě magistrály Brno-Trenčín. 

## Obyvatelstvo
| Rok            | 1869 | 1880 | 1890 | 1900 | 1910 | 1921 | 1930 | 1950 | 1961 | 1970 | 1980 | 1991 | 2001 | 2011 | 2021 |
| -------------- | ---- | ---- | ---- | ---- | ---- | ---- | ---- | ---- | ---- | ---- | ---- | ---- | ---- | ---- | ---- |
| Počet obyvatel | 568  | 605  | 602  | 643  | 740  | 714  | 794  | 715  | 662  | 532  | 324  | 201  | 171  | 129  | 153  |
| Počet domů     | 87   | 99   | 92   | 99   | 112  | 116  | 130  | 148  | 135  | 127  | 103  | 142  | 115  | 138  | 143  |

## Obecní správa
Mezi lety 1869–1890 Vyškovec patřil jako osada obce ke Starému Hrozenkovu v okrese Uherský Brod a v roce 1900 byla osada úředně zrušena. Od roku 1910 je obcí v okrese Uherský Brod (1910–1950) a později v okrese Uherské Hradiště.

### Obecní symboly
Znak a vlajka byly obci uděleny rozhodnutím předsedy Poslanecké sněmovny Parlamentu České republiky dne 17. dubna 2009.

## Společenský život
Samospráva obce od roku 2016 vyvěšuje 5. července moravskou vlajku.

## Pamětihodnosti
- Zvonička s hudbou
- Statek ve Vlčí čp. 40 – zemědělská usedlost z 80. let 19. století
- Památník americkým letcům

## Galerie

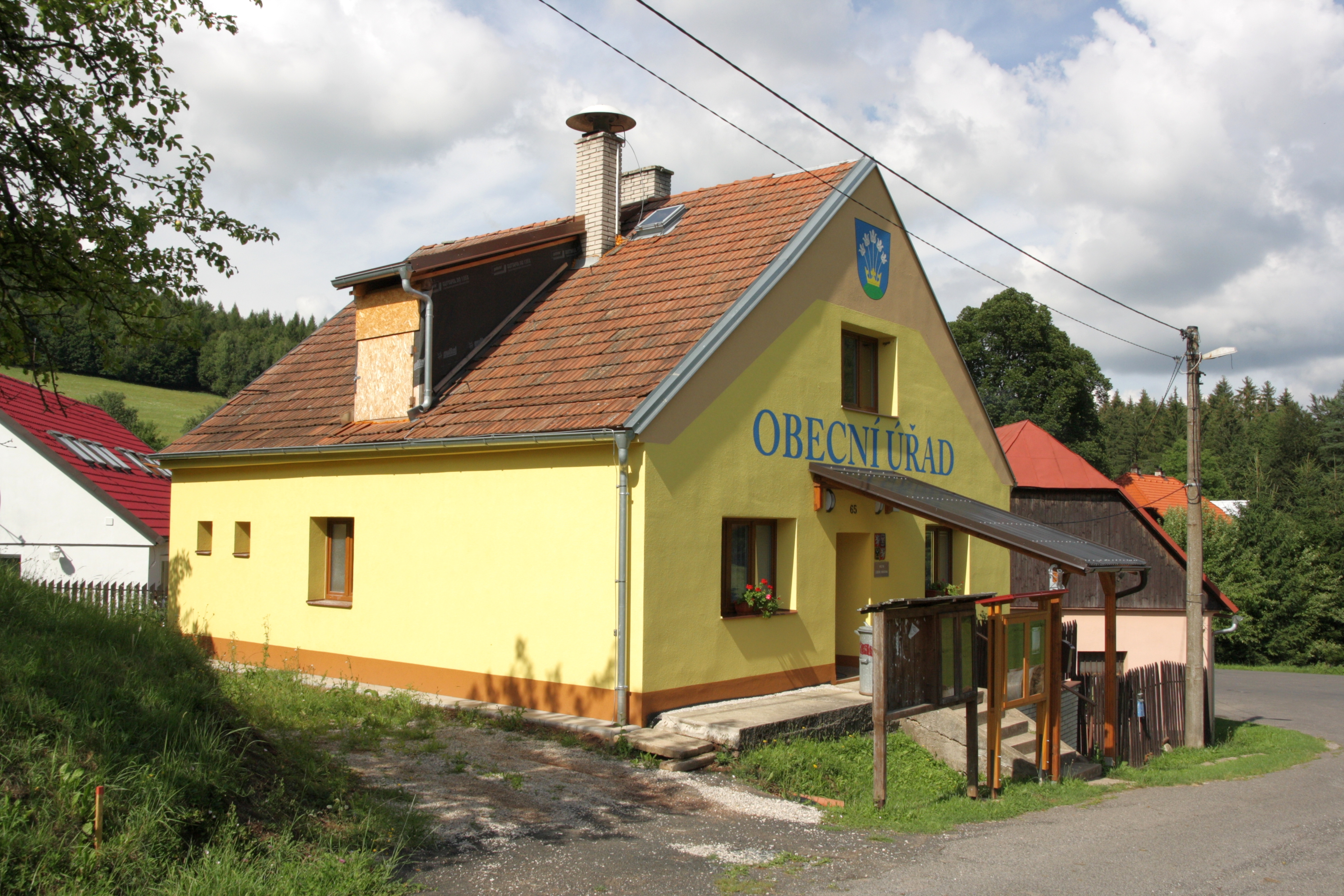
Obecní úřad
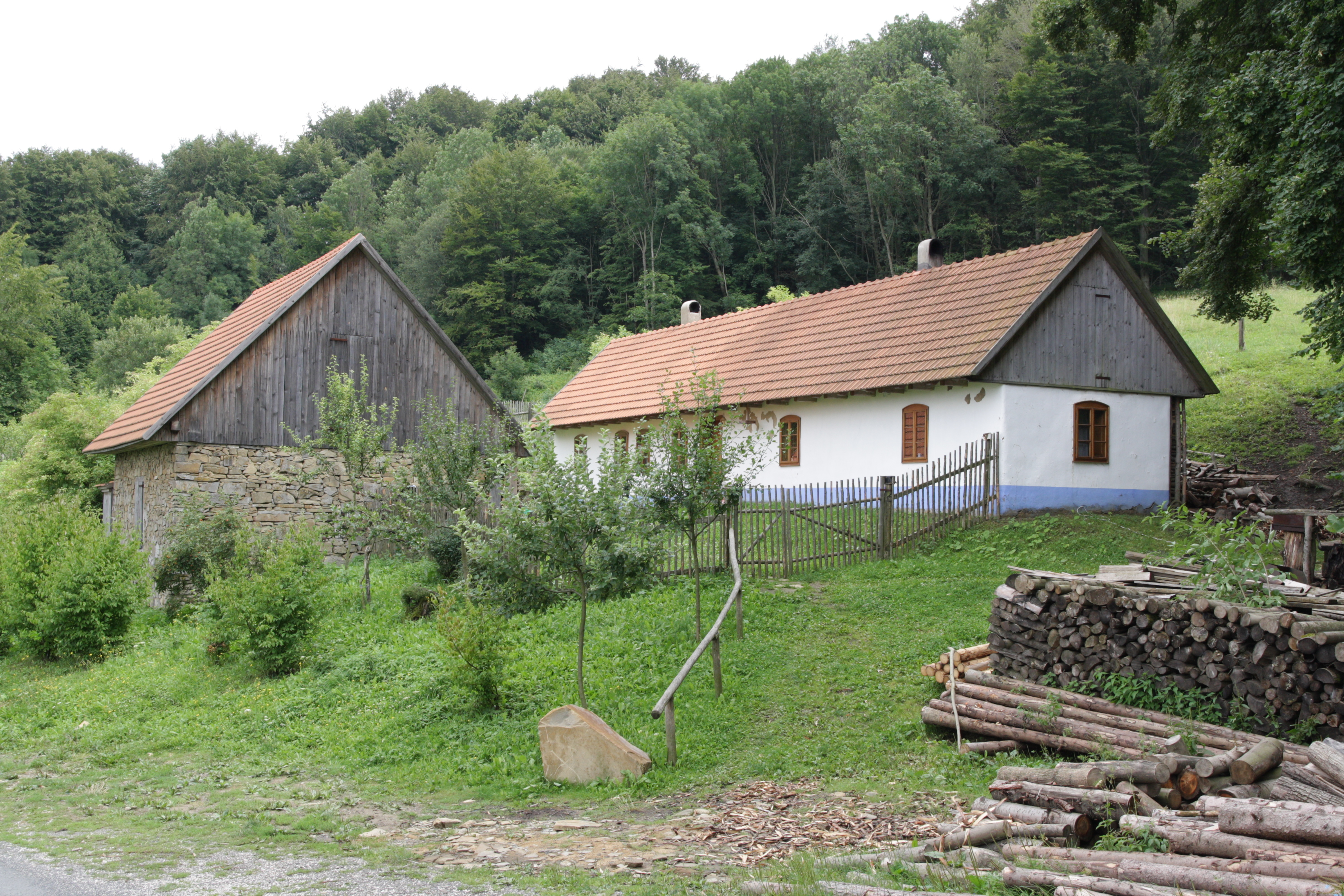
Usedlost čp. 40
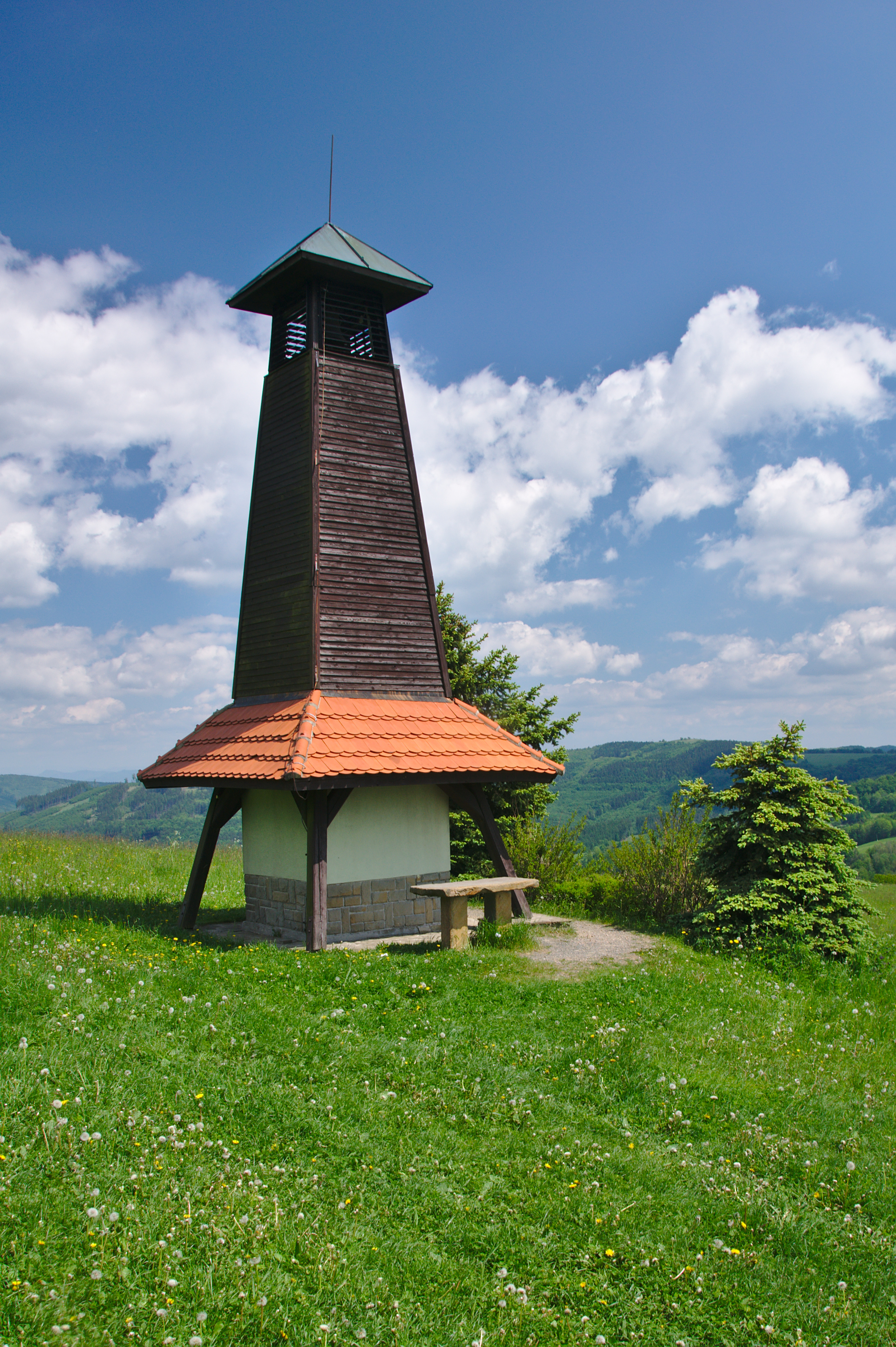
Zvonice
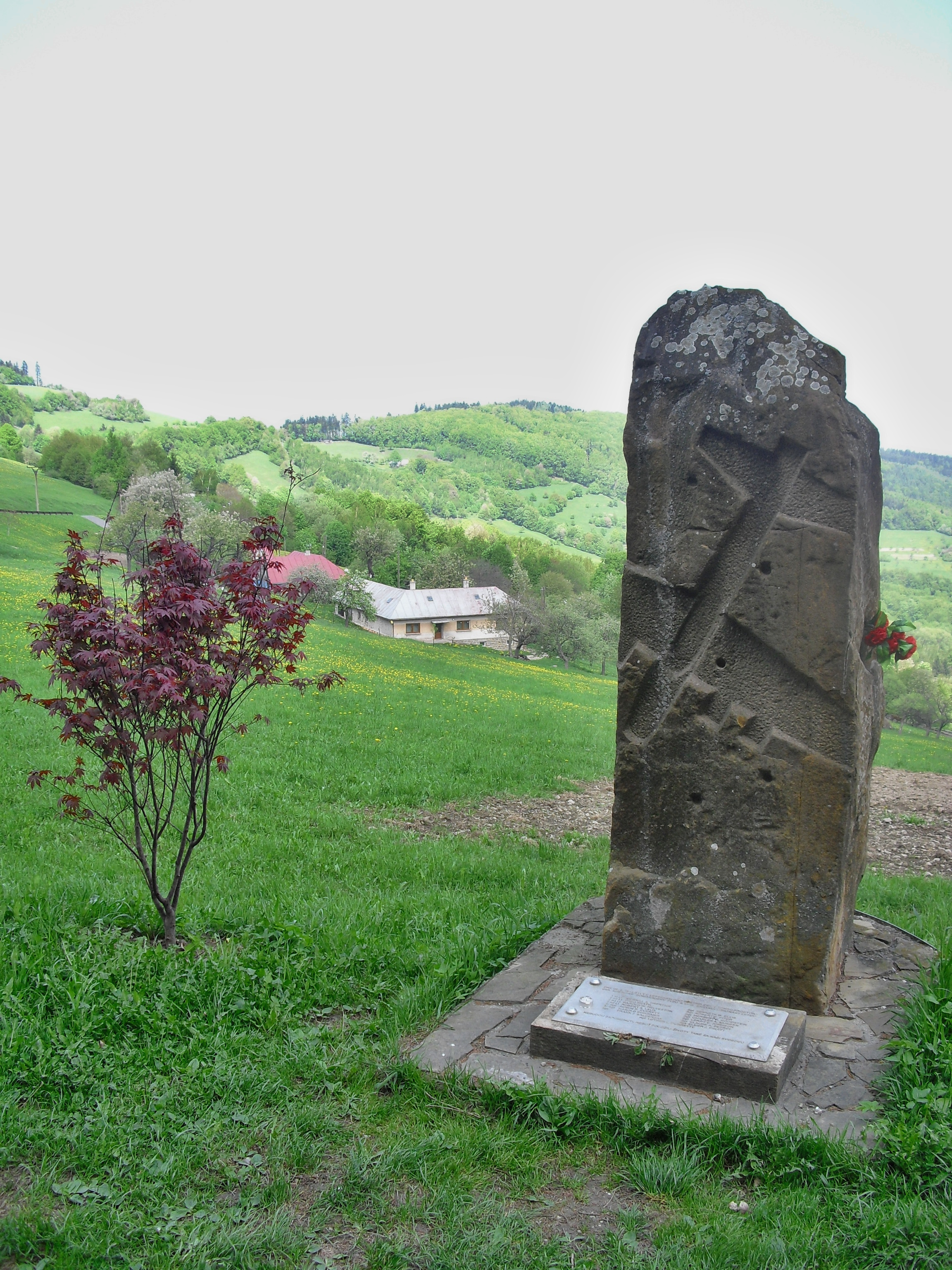
Památník americkým letcům
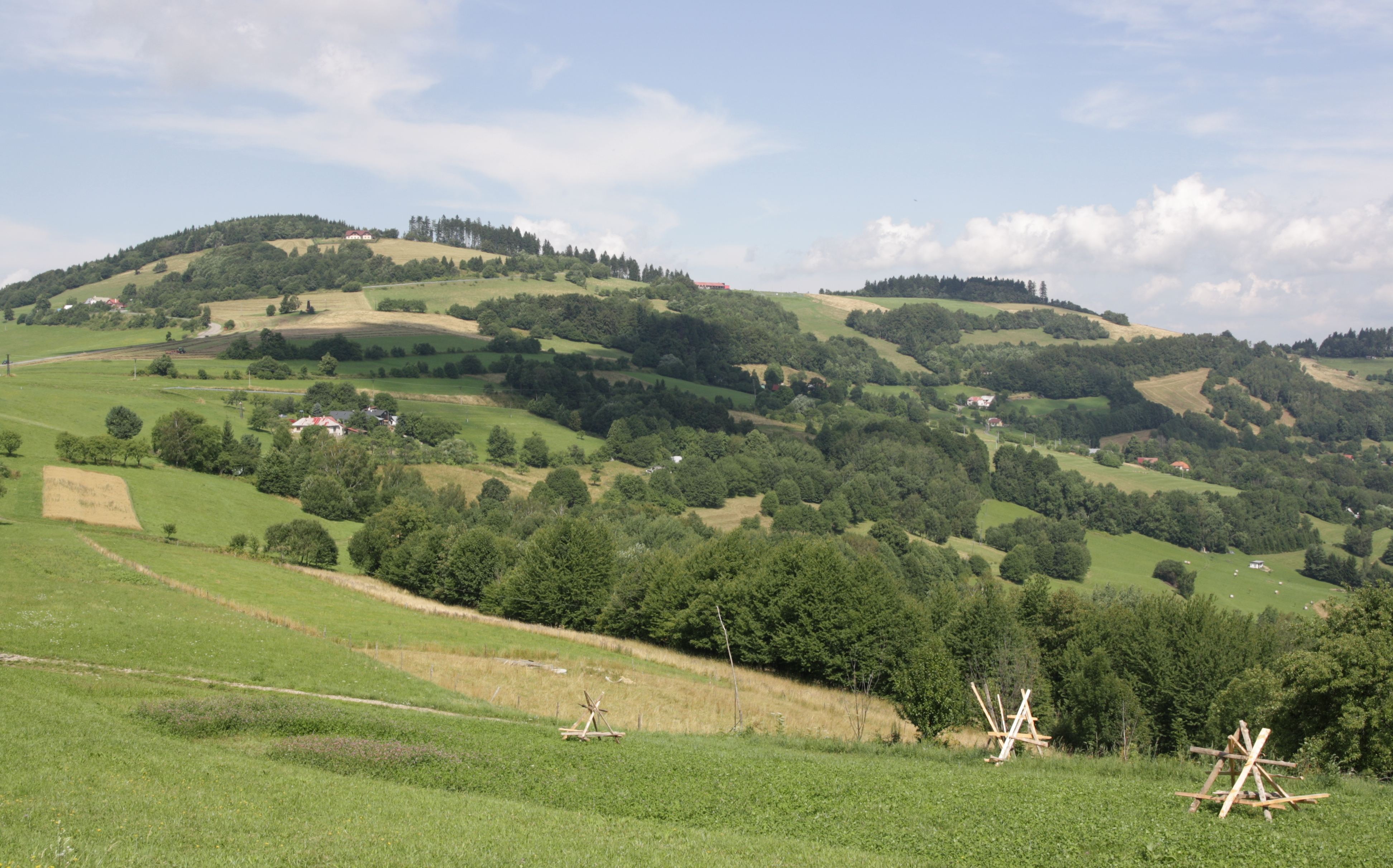
Pohled na severozápadní část